# لیزر الکترون آزاد پرتو ایکس اروپا
لیزر الکترون آزاد پرتو ایکس اروپا (انگلیسی: European X-ray free-electron laser) برنامه پژوهشی لیزر پرتو ایکس که فعالیت خود را از سپتامبر ۲۰۱۷ آغاز کرده‌است. نخستین پالس این لیزر در مه ۲۰۱۷ تولید شده بود. این پروژه با مشارکت ۱۱ کشور اروپایی انجام می‌شود و مرکز آن در شلسویگ-هولشتاین ایالت هامبورگ آلمان قرار دارد.
این دستگاه با اصل تقویت و تسریع ذرات باردار الکترونی کار می‌کند که به معنی شتاب‌دهی به تابش‌های الکترومغناطیسی با شدت بالاست. این لیزر می‌تواند پرتوها را در ساختارهای مختلف مغناطیسی هدایت کند. در تونل ۳٫۴ کیلومتری این دستگاه، الکترون‌ها به سرعت‌های بسیار بالا (در حدود سرعت نور) می‌رسند و پس از عبور از مجاورت آهن‌ربا و وارد شدن نیرو و تغییر مسیر آنها و تولید پالس‌های پرتو ایکس، با برخورد به صفحه اتمی تصویربرداری و تحریک فوتون‌ها حرکت آنها ثبت می‌شود. قدرت و دقت این لیزر در مقایسه با دیگر دستگاه‌ها یک میلیارد برابر است و می‌تواند برای تصویربرداری با وضوح اتمی به کار برود.